# Bruno Giacomelli
Bruno Giacomelli, (născut 10 septembrie 1952) este un fost pilot italian de Formula 1.

## Cariera în Formula 1
| Sezon | Echipă                         | Puncte      | Loc clasament general |
| ----- | ------------------------------ | ----------- | --------------------- |
| 1977  | Marlboro Team McLaren          | 0           | -                     |
| 1978  | Marlboro Team McLaren          | 0           | -                     |
| 1979  | Autodelta                      | 0           | -                     |
| 1980  | Marlboro Team Alfa Romeo       | 4           | 18                    |
| 1981  | Marlboro Team Alfa Romeo       | 7           | 15                    |
| 1982  | Marlboro Team Alfa Romeo       | 2           | 22                    |
| 1983  | Candy Toleman Motorsport       | 1           | 19                    |
| 1989  | Leyton House March Racing Team | Pilot teste | -                     |
| 1990  | Life Racing Engines            | 0           | -                     |